# Huochezhan, Hunan
Huochezhan (kinesiska: 火车站, 火车站乡) är en socken i Kina. Den ligger i provinsen Hunan, i den södra delen av landet, omkring 180 kilometer sydväst om provinshuvudstaden Changsha. Antalet invånare är 21140. Befolkningen består av 10 376 kvinnor och 10 764 män. Barn under 15 år utgör 21,0 %, vuxna 15-64 år 70 %, och äldre över 65 år 8,0 %.
Genomsnittlig årsnederbörd är 1 592 millimeter. Den regnigaste månaden är maj, med i genomsnitt 235 mm nederbörd, och den torraste är oktober, med 45 mm nederbörd.